# Jifei Xiang
Jifei Xiang (kinesiska: 鸡飞, 鸡飞乡) är en socken i Kina. Den ligger i provinsen Yunnan, i den sydvästra delen av landet, omkring 330 kilometer väster om provinshuvudstaden Kunming. Antalet invånare är 18 456. Befolkningen består av 8 949 kvinnor och 9 507 män. Barn under 15 år utgör 20,0 %, vuxna 15-64 år 70 %, och äldre över 65 år 9,0 %.
Genomsnittlig årsnederbörd är 1 055 millimeter. Den regnigaste månaden är juli, med i genomsnitt 277 mm nederbörd, och den torraste är januari, med 7 mm nederbörd.